# Global Trade Item Number
Global Trade Item Number (GTIN) là một định danh (mã nhận dạng) cho các mặt hàng thương mại, được phát triển bởi GS1. Những định danh như vậy được sử dụng để tìm kiếm thông tin sản phẩm trong một cơ sở dữ liệu (thường bằng cách nhập vào các số thông qua một máy quét mã vạch trên một sản phẩm thực tế) mà có thể thuộc về một cửa hàng bán lẻ, nhà sản xuất, thu mua, nhà nghiên cứu, hoặc tổ chức khác. Tính duy nhất và phổ quát của mã nhận danh hữu ích trong việc thiết lập sản phẩm trong một cơ sở dữ liệu này tương ứng với sản phẩm đó trong một cơ sở dữ liệu khác, đặc biệt là qua các tổ chức khác nhau.